# Grotte du Lazaret
Die Grotte du Lazaret (Bezirk Alpes-Maritimes, Frankreich) gehört zum Mittelpaläolithikum und diente Neandertalern als Unterkunft während Jagdzügen. Aufgrund von Knochen- und Steinwerkzeugfunden kann die Besiedlung der Höhle auf einen Zeitraum von vor 200.000 bis 130.000 Jahren datiert werden.

Die Grotte du Lazaret wurde am 21. März 1963 zum Monument Historique erklärt.

## Lage
Die Höhle liegt östlich von Nizza, am westlichen Berghang des Mont Boron. Sie liegt mit 100 m über dem Meeresspiegel im kalkhaltigen Dolomitgestein des Jura.

Die Höhle hat eine Länge von 35 m, eine Breite von 4 m bis 14 m und eine Höhe von 26 m.
Unweit der Höhle stand ein mediterraner Wald mit Pistazien und Olivenbäumen, in dem Herden von Wildtieren ästen.

## Entdeckung
Die Höhle wurde 1826 das erste Mal schriftlich erwähnt. 1842 fanden die ersten Ausgrabungen statt, durch Alexis Naudot, Inspekteur für Mineralgewässer der Provinz. Am 18. Dezember 1842 wurde der Akademie der Wissenschaften in Turin ein Dossier von ihm vorgestellt, das kurz seine Untersuchungsergebnisse darstellt. U. a. wird dort erwähnt: „ein seltsames Fragment, anscheinend aus einem menschlichen Skelette stammend, das untere Endstück eines Oberschenkelknochens“ in der Nähe von „Resten eines großen Vierfüßlers“.
1851 bis 1852 haben die Gebrüder Frédéric Alexandre und Louis Jacques Le Fèvre im Zentrum der Höhle umfassende Ausgrabungen vorgenommen und konnten zahlreiche Knochen und Werkzeuge zusammentragen. Im Laufe des 20. Jahrhunderts wurden am Fundort verschiedene, methodische Ausgrabungen vorgenommen, vor allem in den 1950ern von François Charles Ernest Octobon, ab 1962 unter seiner Leitung durch Henry de Lumley.

## Bedeutung
Die Grotte ist eine Schlüsselfundstelle für Untersuchungen des Übergangs von der Acheuléen- zur Moustérien-Kultur im Mittelpleistozän. Des Weiteren ist sie mit ihrer mancherorts 8 m starken Sedimentschicht ein interessanter Fundort, um die Klimaveränderungen im Allgemeinen und die klimatischen Verhältnisse der Region nach der letzten Eiszeit nachvollziehen zu können, welche kälter und feuchter waren, als sie es heute sind.

## Funde

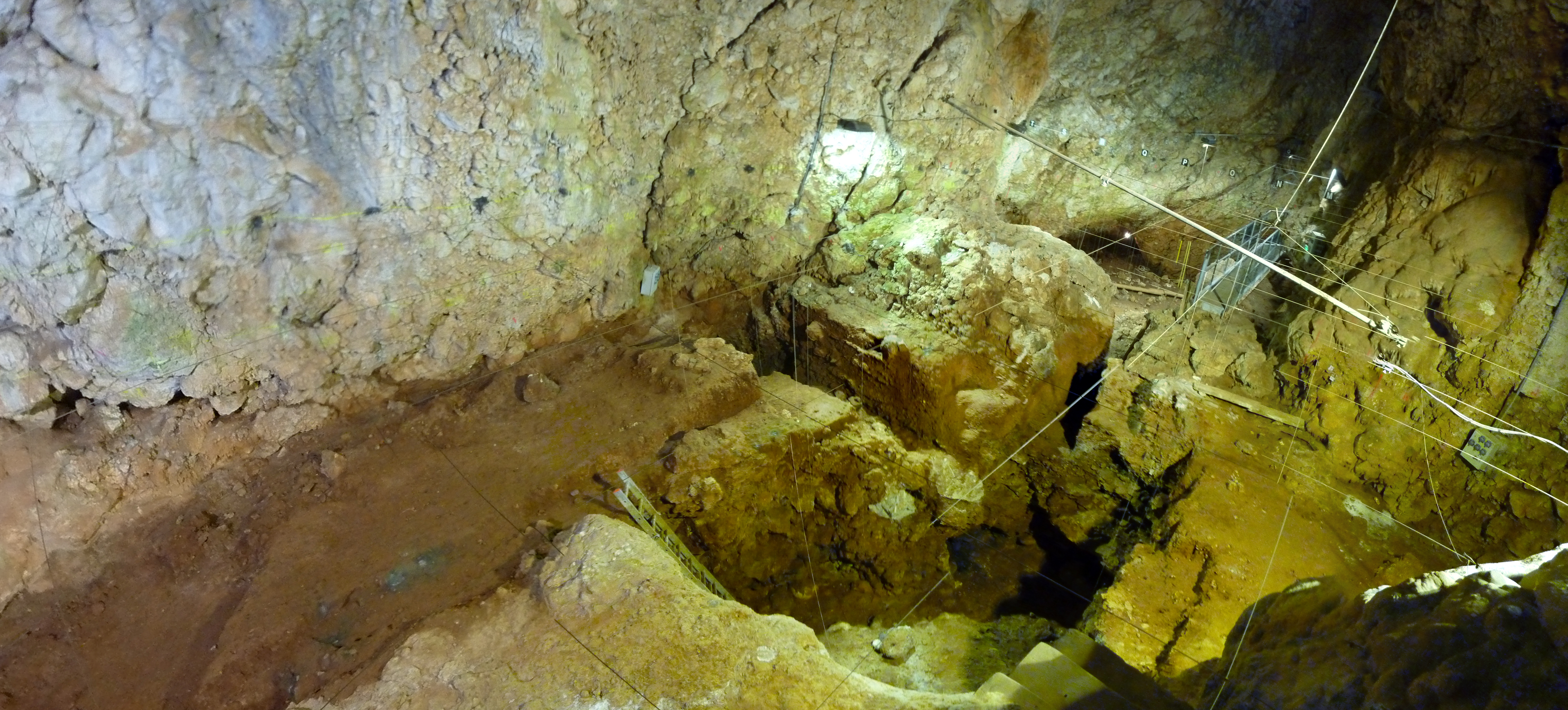
Blick auf einen Teil der Grabungsfläche im Inneren der Grotte

Die Spuren von Feuerstellen und Knochen lassen erkennen, dass die Höhle im Laufe von 60.000 Jahren wiederholt als Behausung genutzt worden ist.

### Fauna
Große Säugetiere sind besonders gut belegt, mit ca. 20.000 Knochenresten von Pflanzen- und Fleischfressern. Die Pflanzenfresser wurden wohl von prähistorischen Menschen verspeist. Die dominierende Spezies ist der Rothirsch, gefolgt von Steinbock, Auerochsen, Bison und Pferd. In kleineren Mengen fand man Überreste vom Nashorn, Wollnashorn und frühen Elefanten.
Bei den Fleischfressern dominieren die Funde von Wölfen, Füchsen, Pantern und Luchsen. Die Tiere suchten im Laufe der Besiedlung durch Menschen wiederholt die Höhle heim und hinterließen dort abgewetzte Zähne und Exkremente. Manchmal konnten die Felle der Tiere wohl vom Menschen ergattert werden.
Darüber hinaus konnten 33 Spezies von Kleinsäugern in der Höhle identifiziert werden: 15 Arten von Nagetieren, Insektenfresser und wenige Funde von Fledermäusen.

### Werkzeuge
In der Grotte du Lazaret wurde eine große Menge an Steinartefakten gefunden, die von menschlicher Nutzung zeugen. In den unteren Erdschichten der Höhle wurden zahlreiche Faustkeile gefunden, das charakteristische Werkzeug von Menschen der Acheuléen-Kultur. Damit einhergehend wurden weitere Steinwerkzeuge gefunden, insbesondere kleine Werkzeuge in Splitterform, zum Hacken, Schneiden, Schaben oder Mahlen, Chopper und Chopping Tools, oftmals mit Gebrauchsspuren.
In den oberen Erdschichten verschwinden die Faustkeile nach und nach, zugunsten von kleineren Splitterwerkzeugen, unter denen das Schabmesser dominiert.
Grobe Werkzeuge sind vornehmlich aus heimischen kieselförmigen Gesteinen gefertigt, wie kalkreichem Mergel. Feinere Werkzeuge wurden aus feinkörnigem Gestein guter Qualität, wie dem Feuerstein, gefertigt, wenngleich der natürliche Fundort dieser Steinart sowie von Jaspis, feinem Quarzit und Rhyolith weiter entfernt liegt. Die Formen der Werkzeuge sind sowohl scheibenförmig als auch rechteckig. Die Levalloistechnik findet sich selten, aber dann präzise umgesetzt. Komplette Steine zeigen Gebrauchsspuren von Schlagwerkzeugen. Kleine, flache Steine haben auf ihren Oberflächen Riefen, die darauf hinweisen, dass sie für den Feinschliff von Werkzeugen genutzt wurden.

### Menschliche Überreste
Unter dem Ausgrabungsbereich UA26, datiert auf ca. 160.000 Jahre, wurden gleich sechs Spuren menschlicher Überreste gefunden. Es wurden Zahnfunde von Männern, Frauen und Kindern gemacht, was belegt, dass die Höhle von ganzen Familien bewohnt wurde. Aufgrund der Morphologie können die Menschen dem europäischen Homo erectus oder dem frühen Neandertaler zugeordnet werden. Ein Teil des rechten Stirnbeins eines Kindes zeigt eine Gefäßverengung und eine Veränderung der Hirnhautarterie auf, was auf einen tödlichen Hirntumor schließen lassen könnte.
Des Weiteren fand man zwei Teile ein und desselben Oberschenkelknochens, mit einem frischen Bruch, der auf eine absichtliche Fraktur hinweist, wahrscheinlich um an das Mark zu gelangen. In einer darüber liegenden Erdschicht wurde ein verbrannter Oberarmknochen einer Frau gefunden, ebenfalls mit frischen Bruch- und Schnittspuren, um Muskeln abzulösen. Diese Überreste scheinen von Kannibalismus zu zeugen.

### Jagdverhalten

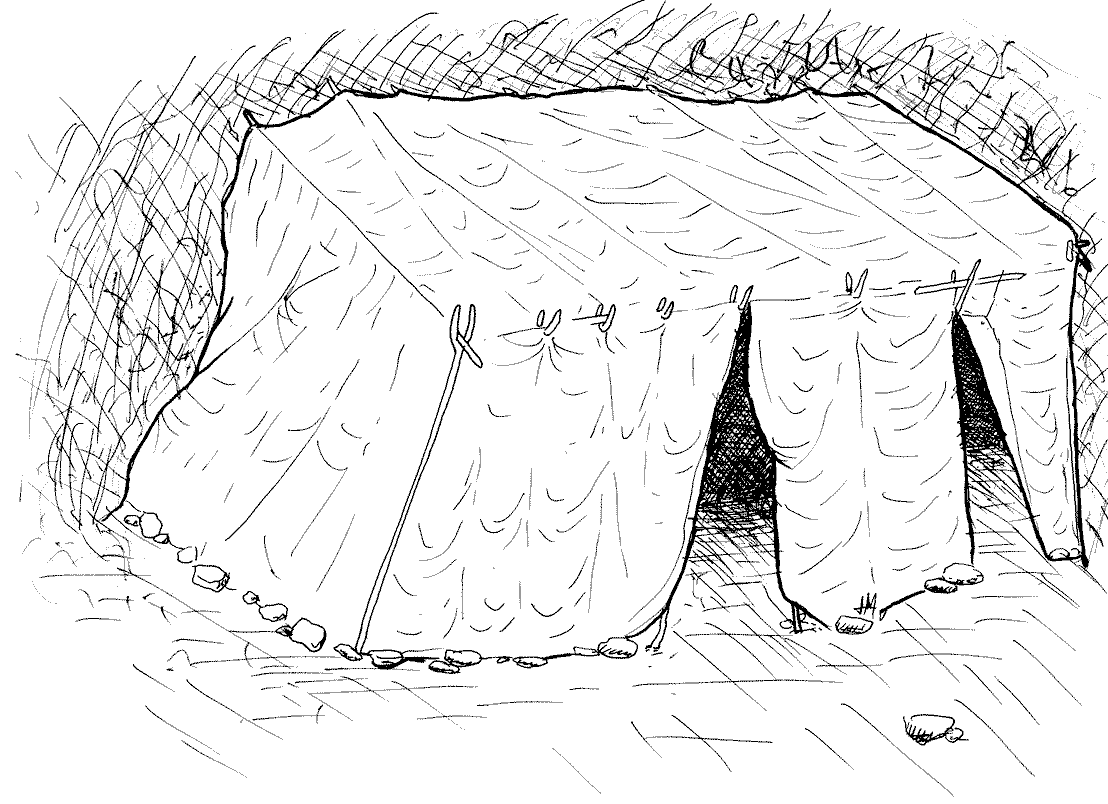
Rekonstruktion einer Hütte aus Tierfellen in der Grotte du Lazaret. Theorie erstellt von H. de Lumley, jedoch von anderen Experten in Frage gestellt.

Die Neandertaler dieser Gegend jagten vor allem in der unmittelbaren Umgebung der Höhle. Das Wild wurde zunächst zum Lagerplatz gebracht, bevor es zerlegt wurde. Auf den Knochen finden sich zahlreiche Spuren, die von Silex-Werkzeugen verursacht wurden und aufzeigen, dass die Schlachtereikenntnisse sehr weit entwickelt waren. Wenn möglich wurden alle Teile des Tiers verwertet: das Fleisch, das Marks, die Haut mit Fellen und die Sehnen.

### Behausung
Zeichen der Besiedlung sind Feuerstellen, Silex-Bearbeitungsstätten nahe dem Eingang und Essensüberreste entlang der Seitenwände und im hinteren Bereich der Höhle.
Die Ausgrabungen auf einer Fläche von 90 m und ca. 1,60 m in die Tiefe haben um die zwanzig übereinanderliegende Besiedlungsbodenflächen aufgezeigt. Die ältesten Bodenflächen weisen nur auf kurze Besiedlungszeiträume von ein bis zwei Jahreszeiten (Herbst, Winter) hin. Die jüngeren Bodenflächen zeigen, dass die Menschen für längere Zeiträume die Höhle bewohnten, manchmal über ein Jahr.

## Öffentlichkeit
Die Grotte du Lazaret ist seit einigen Jahren für die Öffentlichkeit gratis zugänglich. Gegen eine kleine Gebühr kann eine Führung gebucht werden. Alle Informationen über die Ausgrabungen werden in französischer Sprache sowohl im Inneren der Grotte als auch im Außenbereich ausführlich dargestellt.